# アスパシア・マノス
アスパシア・マノス（ギリシャ語: Ασπασία Μάνου, ラテン文字転写: Aspasia Manos, 1896年9月4日 - 1972年8月7日）は、ギリシャ国王アレクサンドロス1世の妻となったギリシャ貴族。貴賤結婚であったため王妃にはなれず、「ギリシャ・デンマーク王女」の称号を授かったのみだった。 

## 生涯
アテネでコンスタンティノス1世の副官であるペトロス・マノス大佐と妻マリア・アルギロプーロの娘として生まれた。マノス家もアルギロプーロ家もファナリオティスの一族であり、先祖にはトランシルバニア・ワラキア・モルダヴィアの支配者、ギリシャ独立戦争の指導者らがいた。その様な経緯から王家とは近い関係性の中で成長した。 
両親が離婚した後、フランス・スイスに留学。1915年にギリシャに帰国して幼なじみのアレクサンドロスと再会し婚約した。ギリシャ王族は王族としか結婚できないと定められていたことから、ヨーロッパのいずれの王家にも属さないアスパシアとの関係は認められないことが予想された。そのため2人は秘密裏に婚約した。 
その間、ギリシャの国内情勢は第一次世界大戦によって複雑化していた。コンスタンティノス1世は1917年に退位、アレクサンドロスが国王に選ばれた。家族から引き離されエレフテリオス・ヴェニゼロス首相に服従させられた彼はますますアスパシアに安らぎを見出だしていた。スイスに亡命した前国王夫妻やヴェニゼロス派の反対（国王とイギリス王女メアリーの結婚を望んでいた）があったにもかかわらず、2人は1919年11月17日に密かに結婚した。この貴賤結婚が公に暴露されるとすぐに大きなスキャンダルとなりアスパシアは一時的にギリシャを離れることになる。しかし数ヶ月後パリで夫と合流し、ギリシャ王妃の称号を得ないということで帰国を許可された。その後妊娠したが、夫アレクサンドロスは結婚から1年足らずの1920年10月25日に破傷風で急死した。当時妊娠中だったアスパシアは、翌年3月25日に忘れ形見のアレクサンドラを生んだ。 
同じ頃、ギリシャはオスマン帝国との軍事衝突の最中で状況は再び悪化していた。1920年12月19日にコンスタンティノス1世が復位するが、1922年9月27日に王太子ゲオルギオス（ゲオルギオス2世）を支持して再び退位した。その頃のアスパシアは当初は王家からは除外されていたものの、娘のアレクサンドラを出産してからは徐々に受け入れられていった。最初にアレクサンドラが「ギリシャ・デンマーク王女」の称号と「殿下」の敬称を授かり、そののちの1922年7月、亡夫の母ソフィアの取りなしもあって、アスパシアもコンスタンティノス1世の出した布告によって同じ称号と敬称を授かった。 それまでは“マダム・マノス”と呼ばれていたが、以後は正式な王家の成員とされた。
王家の正式な一員として称号と敬称を得たものの、ゲオルギオス2世の王妃エリサヴェトからは嫌われ、ギリシャ国内の流動的な政治もあって、アスパシアの状況は不安定だった。1924年3月25日に共和制が宣言された後、アスパシア親子はギリシャに滞在することを許可された唯一の王族だったが、2人はソフィア王妃と共にフィレンツェに定住することを選んだ。1927年までフィレンツェに住み、その後はイギリスやヴェネチアで暮らした。 
1935年にギリシャが王政復古しても、アスパシアの生活は変わらなかった。ヴェネチアのヴィラ「ジャルディーノ・エデン」（Giardino Eden）で義理の両親の庇護を受けて暮らし、1940年にギリシャ・イタリア戦争が勃発するまでその地に留まっていた。その後は母国に戻り、第二次世界大戦によって王家が疎開するまでの束の間は赤十字で働いた。疎開後は南アフリカを経てイギリスに移り、同地で戦中を過ごした。 

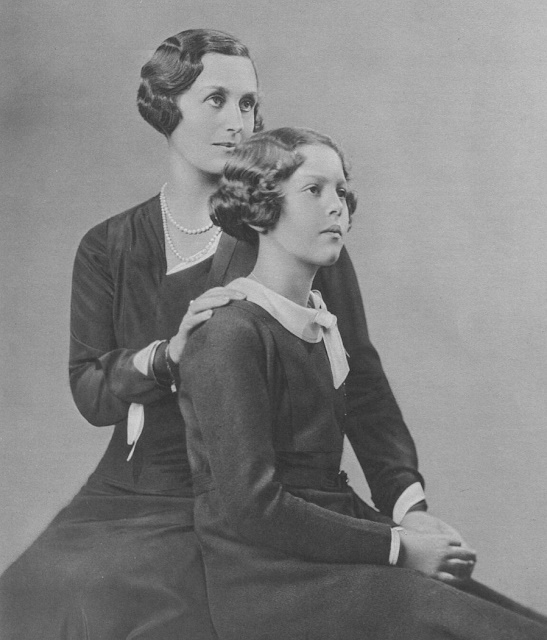
アレクサンドラとアスパシア

成長した娘のアレクサンドラは、亡命中のユーゴスラビア国王ペータル2世の王妃となり、1945年に王太子アレクサンダルを生んでアスパシアは祖母となった。大戦終結後、アスパシアはヴェネチアに戻った。その後の半生は経済的苦境、健康問題、特にアレクサンドラの不安定な結婚生活による何度かの自殺未遂に悩まされた。アスパシアは孫アレクサンダルの養育を引き受け、彼を主にイギリスで育てた。1972年7月のアレクサンダルとマリア・ダ・グロリア（オルレアンス＝ブラガンサ家出身）の結婚式には出席できなかった。 
1972年8月、ヴェネツィアのリードで死去。最初はヴェネツィア近郊のサン・ミケーレ島の墓地に葬られたが、1993年に棺はギリシャのタトイに運ばれ、王族として葬られた。